# Criss Cross
Criss Cross is een film noir uit 1949 onder regie van Robert Siodmak. Het scenario is gebaseerd op de gelijknamige roman van Don Tracy. De film werd in Nederland destijds uitgebracht onder de titel Schaduw over Los Angeles.

## Verhaal
Steve Thompson komt na zijn scheiding van Anna en na enkele jaren rondzwerven weer thuis. Hij krijgt zijn oude baan, het rijden met een gepantserde wagen, terug en neemt zich voor om een nieuwe start te nemen en zijn vrouw voor zich terug te winnen. Als hij Anna terugziet, is zij echter terechtgekomen in een milieu rond de gangster Slim Dundee. Toch beginnen ze elkaar stiekem te ontmoeten, en Steve is zo dwaas om te geloven dat ze hem terug wil. Zelfs nadat ze met Slim trouwt, klampt Steve zich, door haar aangemoedigd, obsessief aan haar vast. Als Slim hen betrapt, betrekt hij Steve gedwongen bij zijn plannen voor een overval op een gepantserde wagen. De twee rivalen werken nu samen zonder dat ze elkaar vertrouwen, en Steve en Anna maken plannen om Slim te bedriegen bij de overval.

## Rolverdeling
| Acteur          | Personage        |
| --------------- | ---------------- |
| Burt Lancaster  | Steve Thompson   |
| Yvonne De Carlo | Anna Dundee      |
| Dan Duryea      | Slim Dundee      |
| Stephen McNally | Pete Ramirez     |
| Esy Morales     | Orkestleider     |
| Tom Pedi        | Vincent          |
| Percy Helton    | Frank            |
| Alan Napier     | Finchley         |
| Griff Barnett   | Pop              |
| Meg Randall     | Helen            |
| Richard Long    | Slade Thompson   |
| Joan Miller     | The Lush         |
| Edna Holland    | Mevrouw Thompson |
| John Doucette   | Walt             |
| Marc Krah       | Mort             |